# Phyllachora yapensis
Phyllachora yapensis är en svampart. Phyllachora yapensis ingår i släktet Phyllachora och familjen Phyllachoraceae.

## Underarter
Arten delas in i följande underarter:
- luzonensis
- pongamiae
- yapensis